# Myosotis soleirolii
Myosotis soleirolii är en strävbladig växtart som beskrevs av Godron. Myosotis soleirolii ingår i släktet förgätmigejer, och familjen strävbladiga växter. Inga underarter finns listade i Catalogue of Life.